# Hua gabonii
Hua gabonii ist ein Baum in der Familie der Huaceae aus dem zentralen Zentralafrika. Es ist die einzige Art der Gattung Hua. Die Art wird öfters falsch als Hua gaboni (mit einem i am Ende) geführt.

## Beschreibung
Hua gabonii wächst als kleiner Baum bis etwa 8–10 Meter hoch. Der schlanke Stamm erreicht etwa 20 Zentimeter. Der Baum riecht nach Knoblauch.
Die einfachen, wechselständigen Laubblätter sind kurz gestielt. Sie sind etwa 8–25 Zentimeter lang, papierig, ganzrandig, bespitzt bis geschwänzt und verkehrt-eiförmig bis elliptisch. Auf der Oberseite sind sie kahl und unterseits schwach behaart mit einigen Drüsen an der Basis. Der kurze, kahle Blattstiel ist bis 8 Millimeter lang. Es sind sehr kleine Nebenblätter ausgebildet.
Die Blüten erscheinen achselständig in kleinen Gruppen, Büscheln. Die rötlichen, fünfzähligen und gestielten, sehr kleinen Blüten mit doppelter Blütenhülle sind zwittrig. Der bis zu 2 Zentimeter lange Blütenstiel ist leicht behaart. Die schmal-eiförmigen Kelchblätter sind 2,5–3,5 Millimeter lang, außen behaart und innen am Rand drüsig. Die etwas kürzeren Kronblätter sind schildförmig, die kleinen, im Querschnitt etwa S-förmigen und verkehrt-eiförmigen „Schilde“ (Platte) sind innen dicht zottig behaart, die kurzen, fadenförmigen „Träger“ (Nagel) sind kahl. Es sind 10 sehr kurze, freie und kahle Staubblätter vorhanden. Der sehr kleine, dicht behaarte und einkammerige Fruchtknoten ist oberständig mit kleiner, fast sitzender Narbe.
Es werden 3–4 Zentimeter große, holzig-ledrige und einsamige, kahle, blassrötliche, eiförmige Kapselfrüchte mit beständigem Kelch gebildet, die sich fünfklappig öffnen. Die etwa 1 Zentimeter großen, ellipsoiden und beigen Samen sind feinhaarig.

## Taxonomie
Die Erstbeschreibung der Gattung Hua und der Art Hua gabonii erfolgte 1905 (publ. 1906) durch Jean Baptiste Louis Pierre und Émile Auguste Joseph De Wildeman in Ann. Mus. Congo Belge, Bot. Sér. 5, 1: 288, 289, Pl. LXV. Ein Synonym ist Hua parvifolia Engl. & K.Krause.

## Verwendung
Die Blätter und Rinde sowie die gemahlenen Samen („Ail du Gabon“) werden als Knoblauchwürze verwendet.